# Pietre erette di Stenness
Le pietre erette di Stenness sono un monumento archeologico. Formano un enorme cerchio di pietre neolitico situato a Stenness, sulle isole Orcadi in Scozia. Il sito è ubicato sopra un promontorio sulla riva meridionale del fiume che unisce il lato sud-orientale del lago di Stenness ed il lago di Harray.

## Descrizione

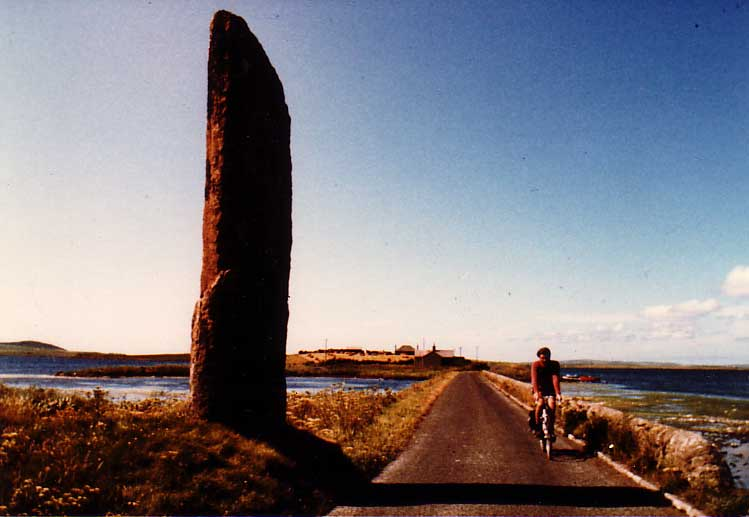
La "pietra d'osservazione" di Stenness si trova all'esterno del cerchio, vicino al moderno ponte che conduce fino al cerchio di Brodgar

Il nome, pronunciato steinìs, deriva dall'antico norreno e significa "terra delle pietre". Attualmente il fiume è attraversato da un ponte, ma a quel tempo l'unico passaggio erano alcune rocce al suo interno ed il cerchio di Brodgar si trova a circa 1,2 chilometri a nord-est, oltre il fiume e vicino alla punta dell'istmo formato dai due laghi. Maeshowe si trova a 1,2 chilometri ad est delle pietre erette di Stenness. Nelle vicinanze si trovano altri monumenti neolitici, il che fa pensare che questo luogo fosse molto importante in quel periodo.
Le pietre sono tavole piatte, spesse circa 30 cm. All'inizio il sito era composto da dodici pietre (alte fino a 5 metri) che formavano un'ellisse di circa 32 metri di diametro, su di una piattaforma di 44 metri di diametro circondato da un fosso. Il fosso è scavato nella roccia e raggiunge i 2 metri di profondità e 7 di larghezza, con una singola entrata sul lato settentrionale. L'entrata si affaccia sull'insediamento neolitico di Barnhouse scoperto vicino al lago Harray. La "pietra d'osservazione" si trova all'esterno del cerchio a nord-est ed è alta 5,6 metri. Le altre pietre minori comprendono un masso quadrato al centro del cerchio dove venivano cremate le ossa e dove sono stati ritrovati pezzi di carbone e di ceramiche, oltre ad ossa animali ritrovate nel fossato. Le ceramiche permettono di collegare il sito archeologico a quello di Skara Brae ed a Maeshowe, ed è possibile datarlo precedentemente al 3000 a.C.
Anche nel diciottesimo secolo il sito venne associato a tradizioni e rituali, soprattutto grazie ai norreni. Venne visitato da Walter Scott nel 1814 e nello stesso anno un contadino non originario del luogo decise di rimuovere le pietre portando alla distruzione della vicina pietra di Odino che è diventata leggendaria. Questo gesto suscitò scandalo e venne bloccato dopo aver distrutto una pietra ed averne rovesciata una seconda, che venne rialzata nel 1906 durante un approssimativo restauro del cerchio. In ogni caso le poche pietre sopravvissute creano un'atmosfera magica che rimanda ad un lontano passato.

## Caratteristiche naturali
La vita degli uccelli è molto attiva attorno ai laghi. Circa tre chilometri a sud si trova il Burn of Ayreland che scende fino al mare dove cambia il nome in Clestrain Sound.